# Les Moulins (Kanada)
Les Moulins – regionalna gmina hrabstwa (MRC) w regionie administracyjnym Lanaudière prowincji Quebec, w Kanadzie. Stolicą jest miasto Terrebonne. Składa się z 2 gmin typu miasto (Terrebonne i Mascouche).
Les Moulins ma 148 813 mieszkańców. Język francuski jest językiem ojczystym dla 92,6%, angielski dla 2,2%, hiszpański dla 1,1%, włoski dla 1,1% mieszkańców (2011).